# Opération Castle
L'opération Castle est le nom donné à une série de six essais nucléaires atmosphériques réalisée au Pacific Proving Grounds en 1954 par les États-Unis. Elle suit l'opération Upshot-Knothole et précède l'opération Teapot. Cette série d'explosions de grandes puissances supervisée par le Joint Task Force SEVEN (JTF-7) débute en mars 1954 sur l'atoll de Bikini et se termine en mai 1954. Exercice militaire conjoint de la Commission de l'énergie atomique des États-Unis (AEC) et du département de la Défense des États-Unis (DoD), son objectif principal est de valider les conceptions d'un nouveau type d'armes thermonucléaires pouvant être transportées par des aéronefs.
Les représentants officiels du gouvernement fédéral des États-Unis ont jugé que l'opération Castle est un succès car elle a démontré l'efficacité des armes thermonucléaires à « combustible sec » (« dry fuel »). De plus, ces nouvelles armes peuvent être transportées par un aéronef, au contraire de l'engin explosif Ivy Mike. Quelques problèmes sont apparus pendant les essais : un prototype a dégagé une puissance explosive moindre que calculée (un long feu) et deux autres ont dégagé au-delà du double de ce qui a été calculé. L'essai Castle Bravo a provoqué une contamination radiologique des îles autour du site de l'explosion (y compris des habitants et des soldats américains stationnés sur place), ainsi que d'un navire de pêche japonais (Daigo Fukuryū Maru), causant une mort et une série de maladies chroniques chez les pêcheurs exposés. La réaction publique et la prise de conscience des incidences des retombées radioactives auraient contribué à lancer des négociations qui débouchèrent sur le Traité d'interdiction partielle des essais nucléaires signé en août 1963.

## Contexte

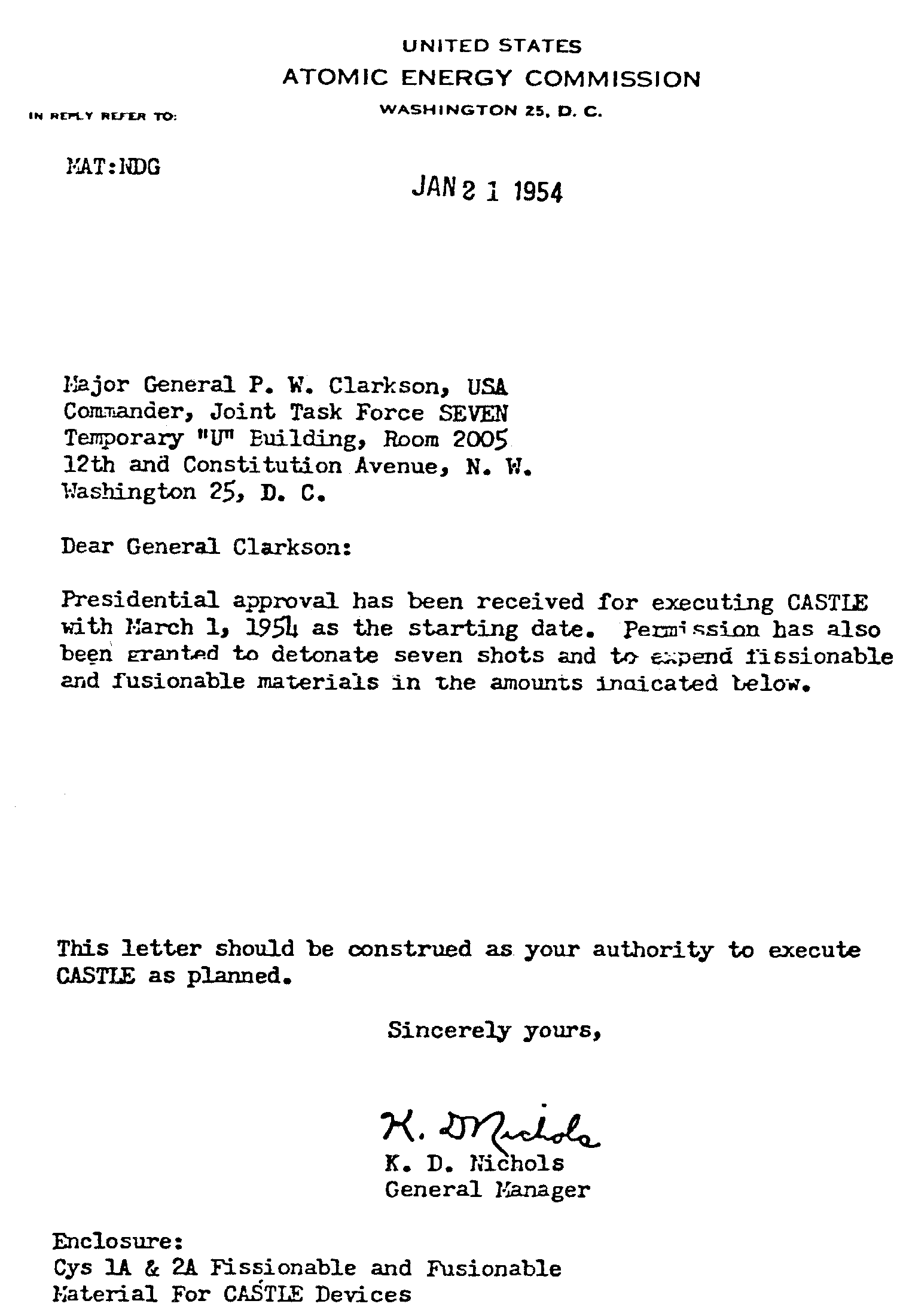
Autorisation de l'AEC pour l'opération Castle.

L'atoll de Bikini a auparavant été le théâtre d'essais nucléaires en 1946 lors de l'opération Crossroads où deux prototypes d'armes atomiques ont explosé dans le lagon. Par la suite, les essais nucléaires américains sont déplacés à l'atoll d'Eniwetok où se trouvent de plus grandes îles et des eaux plus profondes. Ces deux atolls font partie du Pacific Proving Grounds.
En 1952, l'essai Ivy Mike a permis de tester le premier prototype de bombe H, c'est-à-dire que l'explosion tire en partie son énergie d'une réaction de fusion nucléaire. Le combustible nucléaire de ce prototype est du deutérium liquide, d'où le qualificatif de « bombe humide » (« wet bomb »). Ce liquide est maintenu à une température proche du zéro absolu grâce à des vases Dewar alimentés en puissance réfrigératrice par une installation haute de trois étages et qui pèse 82 tonnes en tout, ce qui interdit son transport par la voie des airs. Lorsque l'essai Ivy Mike démontre la validité de la bombe H de type « Teller-Ulam », la recherche s'oriente vers une bombe dite à « combustible sec » (« dry fuel ») dans le but de pouvoir la transporter par un aéronef. Dès lors, les États-Unis pourraient commencer la fabrication de ces armes en grand nombre, tout comme les déployer en n'importe quel endroit du globe. La conception retenue fait appel au deutérure de lithium, un composé chimique solide qui s'enflamme spontanément à la température de la pièce s'il est mis en contact avec de l'eau, mais beaucoup plus simple à manipuler que le deutérium liquide. Les études théoriques ont montré une réduction considérable de la taille et de la masse d'une bombe H de type « Teller-Ulam », tout en simplifiant sa conception et sa fabrication. L'opération Castle doit servir à valider quatre prototypes de bombes à combustible sec, deux prototypes à combustible humide et un autre prototype de plus petite taille.
Les spécialistes ont calculé que les cratères formés par les explosions seraient d'une taille comparable à l'essai Ivy Mike, d'une puissance de 10,4 mégatonnes, qui a formé à l'atoll d'Eniwetok un cratère d'environ 1,6 km de diamètre et rayé de la carte l'île d'Elugelab. Les prototypes de l'opération Castle mettent en jeu des puissances comparables, ce qui a occasionné des débats à l'intérieur de l'AEC. En effet, l'ampleur des destructions subies par les infrastructures d'Eniwetok auraient pu servir d'argument en faveur de l'arrêt des essais thermonucléaires. Le JTF-7 reçoit le feu vert du responsable de l'AEC, le Major General Kenneth D. Nichols, le 21 janvier 1954.

## Essais
Initialement, l'opération Castle est répartie en sept essais, six d'entre eux devant être faits sur l'atoll de Bikini.
| Nom    | Surnom            | Prototype           | Combustible                                                   | Date          | Puissance calculée | Concepteur                                    | Lieu                             |
| ------ | ----------------- | ------------------- | ------------------------------------------------------------- | ------------- | ------------------ | --------------------------------------------- | -------------------------------- |
| Bravo  | Shrimp            | TX-21               | Deutérure de lithium à 40 % 6Li (sec)                         | 1er mars 1954 | 6 Mt               | Laboratoire national de Los Alamos            | Récif au large de Nam Is, Bikini |
| Union  | Alarm Clock       | EC-14               | Deutérure de lithium à 95 % 6Li (sec)                         | 11 mars 1954  | 3-4 Mt             | Laboratoire national de Los Alamos            | Barge au large de Iroij, Bikini  |
| Yankee | Jughead / Runt-II | TX/EC-16 / TX/EC-24 | 2H cryogénique (liq.) / Deutérure de lithium à 40 % 6Li (sec) | 22 mars 1954  | 8 Mt               | Laboratoire national de Los Alamos            | Barge au large de Iroij, Bikini  |
| Echo   | Ramrod            | S/O                 | 2H cryogénique (liq.)                                         | 29 mars 1954  | 65-275 kt          | University of California Radiation Laboratory | Eleleron, Eniwetok               |
| Nectar | Zombie            | TX-15               | Fission dopée                                                 | 5 avril 1954  | 1,8 Mt             | Laboratoire national de Los Alamos            | Barge au large de Iroij, Bikini  |
| Romeo  | Runt              | TX/EC-17A           | Deutérure de lithium (naturel) à 7,6 % 6Li (sec)              | 15 avril 1954 | 4 Mt               | Laboratoire national de Los Alamos            | Barge au large de Iroij, Bikini  |
| Koon   | Morgenstern       | S/O                 | Deutérure de lithium (naturel) à 7,6 % 6Li (sec)              | 22 avril 1954 | 1 Mt               | University of California Radiation Laboratory | Eneman, Bikini                   |

Les principes de la bombe H de type « Teller-Ulam », tels que validés lors de l'essai Ivy Mike, sont repris, mais les réactions de fusion sont différentes. Lors de l'explosion d'Ivy Mike, le deutérium a fusionné avec du deutérium, alors que les dispositifs au LiD visent à faire fusionner le deutérium avec du tritium. Ce dernier est créé pendant l'explosion en irradiant le lithium de neutrons rapides.
Les engins explosifs Bravo et Union utilisent du deutérure de lithium, avec du lithium enrichi au 6Li ; le combustible des engins explosifs Romeo et Koon est fait avec du lithium naturel (92,4 % 7Li et 7,6 % 6Li). L'usage du lithium naturel a été envisagé pour faciliter la fabrication d'armes thermonucléaires par les responsables qui ont souhaité augmenter rapidement la taille de l'arsenal nucléaire des États-Unis pendant la guerre froide.
Malgré le potentiel des armes à combustible sec, les recherches sur des armes au deutérium liquide ont continué. Même si elles sont moins pratiques à cause des problèmes de logistique, de manipulation et de stockage de dispositifs cryogéniques, les États-Unis sont à l'affut de toute arme pouvant leur donner un avantage pendant la course aux armements de la guerre froide. Les engins explosifs Ramrod et Jughead utilisent du combustible liquide, mais la machine cryogénique est notablement plus petite que celle de l'essai Ivy Mike. Le prototype Jughead a servi de modèle à une arme thermonucléaire mise en service de façon limitée, puis retirée de l'arsenal américain lorsque les armes à combustible sec sont devenues courantes.
Castle Nectar n'est pas une arme thermonucléaire au même titre que les autres de l'opération. Même s'il a recours au deutérure de lithium sec comme combustible à fission dopée, les principaux matériaux réactifs du second étage sont de l'uranium et du plutonium. Comme dans la bombe « Teller-Ulam », un dispositif à fission sert à créer des températures et des pressions élevées dans le but de comprimer une deuxième masse fissible (pour des raisons de taille et de masse, les explosifs conventionnels sont incapables d'initier et de maintenir une réaction de fission pour une telle quantité de matière). Cette expérience vise à valider une conception d'arme essentiellement à fission qui peut dégager une puissance de l'ordre de 1 à 2 Mt, ce qui donnerait une plus grande latitude dans le choix des armes nucléaires.
La puissance explosive de la plupart des armes thermonucléaires provient de la fission. Par exemple, l'uranium 238 ne peut maintenir une réaction en chaîne, mais entre en fission s'il est exposé à un flux intense de neutrons rapides créés par une fusion. L'uranium 238 est relativement abondant et n'a pas de masse critique, il est donc facile d'envelopper un étage à fusion de couches d'uranium. Celles-ci servent à la fois de « tampon » protecteur, contiennent la réaction de fusion suffisamment longtemps pour atteindre les températures et les pressions nécessaires à la fusion et, une fois irradiées, contribuent à la puissance explosive de la bombe. La fission du « tampon » d'uranium 238 a contribué pour 77 % (8 Mt) à la puissance totale de 10,4 Mt dégagée par l'explosion d'Ivy Mike.

## Réalisation des essais

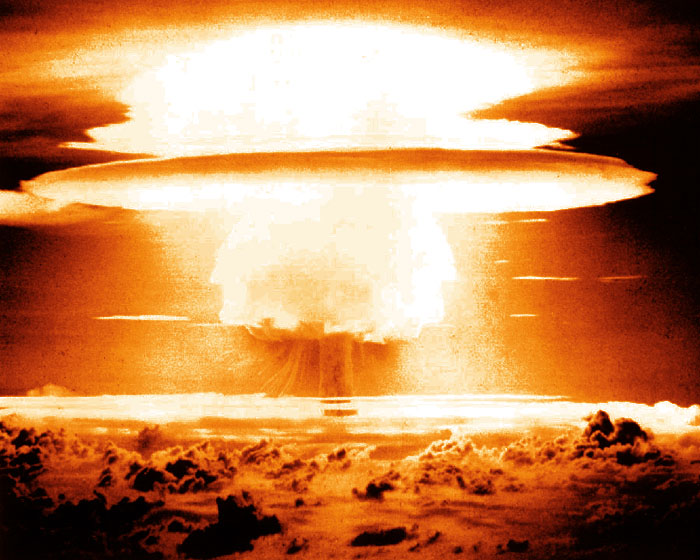
Champignon atomique de l'explosion de Castle Bravo, le 1er mars 1954.

Au XXIe siècle, l'essai Castle Bravo est le plus documenté. Le combustible, sec, était composé d'un mélange à 40 % de 6Li et à 60 % de 7Li. Les calculs ont laissé croire que seulement le 6Li engendrerait du tritium pendant la réaction de fusion du deutérium et du tritium ; en théorie, le 7Li n'aurait pas dû réagir. J. Carson Mark, un mathématicien canadien responsable du Los Alamos Theoretical Design Division, a avancé que cette explosion pourrait « être grosse », estimant que la puissance explosive pourrait dépasser de 20 % la puissance calculée. Le 7Li a favorisé une réaction qui a fait augmenter la puissance prévue de 250 %, l'explosion de Castle Bravo dégageant une puissance de 15 Mt, soit 1 000 fois la puissance de Little Boy. En 2012, cette explosion nucléaire atmosphérique est encore la plus importante des États-Unis. C'est aussi la cinquième plus puissante jamais réalisée.
Le JTF-7 est pris au dépourvu par l'ampleur de l'explosion. Presque toutes les infrastructures permanentes de l'atoll de Bikini sont gravement endommagées. La boule de feu a provoqué un incendie à 37 km de distance sur l'île d'Eneu (le camp de base du JTF-7 dans l'atoll). Les retombées radioactives ont contaminé l'ensemble de l'atoll. Le personnel du JTF-7 ne peut approcher du site dans les premières 24 heures après l'explosion. Par la suite, le personnel ne peut rester sur place que pendant une courte durée. Les retombées étant emportées par un vent soufflant vers l'est, d'autres atolls sont contaminés par la poussière de calcium radioactif qui provenait des coraux incinérés. Même si les atolls environnants ont été évacués rapidement, 239 habitants des atolls Utirik, Rongelap et Ailinginae ont été exposés à d'importantes doses de matières radioactives. 28 Américains stationnés sur l'atoll Rongerik ont aussi été exposés. Une étude des individus contaminés est lancée quelque temps après l'explosion sous le titre de « Project 4.1 ». Pour la plupart des habitants de cette région, les effets à court terme de l'exposition aux radiations sont légers ou difficiles à mesurer, mais les effets à long terme sont importants. De plus, 23 pêcheurs japonais à bord du Daigo Fukuryū Maru ont reçu des doses massives de radiations car des cendres radioactives se sont déposées sur leur navire. Tous ont souffert du syndrome d'irradiation aiguë et un pêcheur est mort en septembre 1954.
La contamination et les destructions consécutives à l'explosion remettent en question la planification initiale de l'opération, qui est revue le 14 avril 1954.
| Nom    | Date initiale | Date revue    | Puissance calculée | Puissance réévaluée |
| ------ | ------------- | ------------- | ------------------ | ------------------- |
| Union  | 11 mars 1954  | 22 avril 1954 | 3-4 Mt             | 5-10 Mt             |
| Yankee | 22 mars 1954  | 27 avril 1954 | 8 Mt               | 9,5 Mt              |
| Nectar | 5 avril 1954  | 20 avril 1954 | 1,8 Mt             | 1-3 Mt              |
| Romeo  | 15 avril 1954 | 27 mars 1954  | 4 Mt               | 8 Mt                |
| Koon   | 22 avril 1954 | 7 avril 1954  | 1 Mt               | 1,5 Mt              |

Les essais Romeo et Koon sont complétés au moment de la publication de cette planification révisée. L'essai Echo (à combustible humide) est annulé au vu du succès Castle Bravo (à combustible sec). L'engin explosif Yankee (à combustible humide) est aussi jugé dépassé et l'essai annulé.
Pendant que l'opération Castle continue, les puissances explosives, revues à la hausse, et les retombées radioactives incitent à réévaluer les lieux d'essais. La plupart des tirs auraient dû se dérouler à bord de barges près de Iroij, et quelques-uns sont déplacés dans les cratères créés par les explosions de Bravo et de Union. Par ailleurs, le prototype Nectar est déplacé de l'atoll de Bikini au cratère créé par Ivy Mike à Eniwetok puisque l'atoll de Bikini est encore très contaminé. Le dernier essai de l'opération Castle est complété le 14 mai 1954.
| Nom    | Date          | Puissance explosive | Lieu                                                |
| ------ | ------------- | ------------------- | --------------------------------------------------- |
| Bravo  | 1er mars 1954 | 15 Mt               | Récif au large de Nam Is, atoll de Bikini           |
| Romeo  | 27 mars 1954  | 11 Mt               | Barge dans le cratère Castle Bravo, atoll de Bikini |
| Koon   | 7 avril 1954  | 110 kt              | Eneman, Bikini                                      |
| Union  | 26 avril 1954 | 6,9 Mt              | Barge au large de Iroij, atoll de Bikini            |
| Yankee | 5 mai 1954    | 13,5 Mt             | Barge dans le cratère Castle Union, atoll de Bikini |
| Nectar | 14 mai 1954   | 1,69 Mt             | Barge dans le cratère Ivy Mike, atoll d'Eniwetok    |

## Résultats

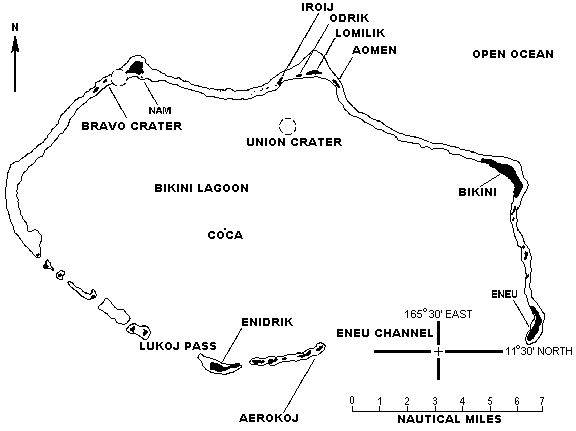
L'atoll de Bikini à l'été 1954, après l'explosion de Castle Bravo.

L'opération Castle a démontré de façon éclatante l'efficacité des dispositifs thermonucléaires à combustible sec. Le dispositif Castle Bravo est rapidement adapté en arme thermonucléaire, et serait l'ancêtre de la bombe Mk 21. En effet, le projet de conception de la Mk 21 a débuté le 26 mars 1954 — seulement trois semaines après l'explosion de Castle Bravo — et a culminé dans la fabrication de 275 armes à partir de la fin de 1955. Le prototype Castle Romeo, au deutérure de lithium naturel, est rapidement devenu une autre arme thermonucléaire, la Mk 17, la première bombe H américaine pouvant être déployée par la voie des airs. Elle fut disponible pour les forces stratégiques américaines à partir du milieu de 1954 en cas d'urgence (« Emergency Capability »). La plupart des prototypes à combustible sec de l'opération Castle ont servi de modèle à des armes thermonucléaires qui feront partie de l'arsenal nucléaire des États-Unis et ont inspiré la majorité des conceptions d'armes thermonucléaires.
Le prototype Koon de l'University of California Radiation Laboratory, qui utilise du deutérure de lithium naturel et applique un modèle Teller-Ulam très modifié, est un échec. L'explosion a dégagé une puissance de 110 kilotonnes, alors qu'il est prévu une puissance de 1,5 mégatonne. Les ingénieurs du laboratoire ont cru que cette technologie mènerait à une nouvelle façon de concevoir les bombes H. Plus tard, il est démontré que cette conception provoque un échauffement prématuré du combustible de lithium, ce qui perturbe les conditions, sensibles, de fusion.